# 中村英将
中村 英将（なかむら ひでゆき、1981年3月12日 - ）は、日本のお笑い芸人。お笑いコンビ「ゆったり感」メンバー。吉本興業所属。東京NSC9期生。ボケ担当、立ち位置は向かって右。

## 来歴
埼玉県大里郡寄居町出身。埼玉県立小川高等学校、駒澤大学経済学部商学科卒業。小・中・高校とサッカー部に所属。高校生時代、埼玉県ベスト8進出。身長180cm、血液型はA型。
2004年10月、江崎峰史と「ゆったり感」を結成。M-1グランプリで2008年から3年連続で準決勝まで進出。2010年度は予選の結果が13位。決勝未経験者かつ敗者復活出場組では2番目だった。ラストイヤーの2019年度は準々決勝進出。
2015年6月23日、交際していた一般女性との結婚を自身のツイッターで発表。
2019年5月より、あなたの街に住みますプロジェクトにおいて東京都住みます芸人に任命される。

## 人物
- 趣味：ブラックバス釣り、サッカー、新撰組が好き、将棋、プラモデル[8]、柔道、海外ドラマ、セガのWCCF[9]
- 特技：サッカー、リフティング、ピアノ
- 両親共に警官。2歳年上の姉がいる
- 三又又三に似ている
- オーラの視える人に「ド悪霊が憑いている」と言われた

## 著書
- 「ケータイよしもと電子版　ゆったり感　中村の普段つけてる日記～2013年5月～」2015.10. 吉本興業[10]

## 出演
コンビの出演歴は「ゆったり感」を参照

### テレビ
- アメトーーク![11][12]

### ラジオ
- エフエム西東京「まるごとSUNDAY」
- エフエム西東京「突撃!!お昼の学校!」[13]2021年5月～　[14]